# Dependencje Federalne
Dependencje Federalne – terytorium wchodzące w skład Wenezueli, niestanowiące jednak stanu i zarządzane bezpośrednio ze stolicy – Caracas przez burmistrza (Mayor) tego miasta. Obejmuje wyspy położone na Morzu Karaibskim oraz w Zatoce Wenezuelskiej, z wyjątkiem należących do stanu Nueva Esparta. Łączna powierzchnia tych wysp wynosi 342 km². Wyspy są słabo zaludnione, a wiele z nich w ogóle nie ma stałych mieszkańców. Według źródeł wenezuelskich, liczba stałych mieszkańców Dependencji Federalnych wynosi 2245 osób (2005), oprócz tego około stu osób przebywa tu sezonowo w swoich "drugich domach".

## Geografia
Dependencje Federalne składają się z 600 wysp i wysepek, wiele z nich to po prostu wystające z morza skały o powierzchni poniżej 1 ha. Największa wyspa, Tortuga, stanowi niemal połowę powierzchni Dependencji.

### Główne wyspy iarchipelagi
- Wyspa Ptasia
- Archipelag Las Aves (Isla de Aves)
  - Ave de Barlovento, we wschodniej części archipelagu, rafa o średnicy 8 km i trzy wysepki po stronie południowo-wschodniej.
  - Ave de Sotavento, w zachodniej części, z dużą wysepką o wybrzeżu mangrowym na południu.
- Blanquilla, o wysokości do 18 m n.p.m.
- Wyspy Los Frailes
- La Sola
- Isla de Patos
- Los Hermanos, łańcuch siedmiu skalistych wysepek.
  - La Orquilla
  - Los Morochos
  - Grueso
  - Isla Pico (Isla Pando)
  - Isla Fondeadero
  - Isla Chiquito
- Los Monjes
- La Orchila
- Archipelag Los Roques (znajduje się tu Park Narodowy Archipiélago Los Roques)
- Los Testigos
- La Tortuga (Wyspa Żółwia)